# 史氏魮脂鯉
史氏魮脂鯉，為輻鰭魚綱脂鯉目脂鯉科的一個種。

## 分布
本魚分布於南美洲奧里諾科河流域。

## 特徵
本魚體色為透明的紅色，背鰭上有一些黑色的斑點(雌魚則有白色尖端)，肩上有一塊黑斑。雄魚的背鰭發育良好。眼眶有金邊。體長約3.4公分。

## 生態
本魚棲息在溪流和湖泊中，性情溫和，屬雜食性，以蠕蟲、小的昆蟲與甲殼動物等為食。

## 經濟利用
為觀賞性魚類，需要酸性軟性，以便於生長和繁殖。